# Стажевский, Генрик
Ге́нрик Стаже́вский (пол. Henryk Stażewski; 9 января 1894, Варшава — 10 июня 1988, Варшава) — польский художник-авангардист XX века. Активный участник движения по обновлению польского искусства 20-х—30-х годов, пионер геометрической абстракции, Стажевский был инициатором большинства событий периода активности польских художников-конструктивистов. Сооснователь группы «Блок» ( «Blok»; полностью «Блок кубистов, конструктивистов и супрематистов»; 1923—1926 гг. ) .

## Биография
В 1913—1919 годах обучался в Варшавской школе изящных искусств в мастерской выдающегося портретиста Станислава Ленца.
Стажевский одним из первых присоединился к польской авангардной группе, основанной в 1917 году, включающей, в основном, художников экспрессионистского направления и выступившей в 1919 году в под лозунгом «Формизм» (нем. Formismus). Он дебютировал в 1920 году, показав свои работы вместе с “формистами” на экспозиции Обществ поощрения художеств (Варшава).

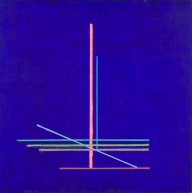
Без названия 1985
Национальная галерея искусств Захента, Варшава

В 1926 году Генрик Стажевский входит в объединение польских художников «Praesens» (пол. Praesens), а в 1929 — вместе с Катаржиной Кобро и её мужем В. Стржеминским оставив группу «Praesens», — участвует в создании новой группы a. r. (революционные художники / пол. artyści rewolucyjni).
Художник также был членом группы абстракционистов «Круг и квадрат» (фр. Cercle et Carré), основанной в 1929 году в Париже искусствоведом М. Сёфором и художником Х. Торрес-Гарсией.
В начале 20-х годов Стажевский писал монохромные натюрморты в упрощенной, схематической манере. В 1924 году он отказался от изображения предметного мира, сосредоточившись на абстракциях, содержащих только горизонтали, вертикали и чистые геометрические формы. Отдавал предпочтение сочетанию высветленных, “леденцовых” цветов, либо сводил палитру к чёрному и белому .